# 540413 Nikzad
540413 Nikzad este o planetă minoră (asteroid), cu un diametru de 1,903 km, din centura de asteroizi. A fost descoperită pe 2 februarie 2010 la Wise Observatory⁠(d) de Wide-field Infrared Survey Explorer⁠(d). 
Obiectul prezintă o orbită caracterizată de o semiaxă mare de 2,5710674418468 UAi, o excentricitate de 0,14076324836979, o înclinație de 9,2628393316128 ° în raport cu ecliptica.